# Tsutomu Sonobe
Tsutomu Sonobe (園部 勉, Sonobe Tsutomu, Ibaraki, 29 maart 1958) is een Japans voormalig voetballer die als verdediger speelde.

## Clubcarrière
In 1973 ging Sonobe naar de Mito Commercial High School, waar hij in het schoolteam voetbalde. Nadat hij in 1976 afstudeerde, ging Sonobe spelen voor Fujita Industries. Met deze club werd hij in 1977, 1979 en 1981 kampioen van Japan. Sonobe veroverde er in 1977 en 1979 de Beker van de keizer. In 13 jaar speelde hij er 173 competitiewedstrijden en scoorde 2 goals. Sonobe beëindigde zijn spelersloopbaan in 1989.

## Japans voetbalelftal
Tsutomu Sonobe debuteerde in 1978 in het Japans nationaal elftal en speelde 7 interlands.

## Statistieken
| Japans voetbalelftal | Japans voetbalelftal | Japans voetbalelftal |
| Jaar                 | Wed.                 | Dlp.                 |
| -------------------- | -------------------- | -------------------- |
| 1978                 | 4                    | 0                    |
| 1979                 | 0                    | 0                    |
| 1980                 | 0                    | 0                    |
| 1981                 | 3                    | 0                    |
| Totaal               | 7                    | 0                    |